# شذيلينات
الشذيلينات (الاسم العلمي: Anomaluroidea) هي فوق فصيلة من الحيوانات يتبع تحت رتبة شذيليات الشكل من رتبة القوارض.

## التصنيف
- الشذيلية
  - الشذيلاوات
    - الشذيل